# Lomax (Illinois)
Lomax é uma vila localizada no estado americano de Illinois, no Condado de Henderson.

## Demografia
Segundo o censo americano de 2000, a sua população era de 477 habitantes.
Em 2006, foi estimada uma população de 443, um decréscimo de 34 (-7.1%).

## Geografia
De acordo com o United States Census Bureau tem uma área de
2,7 km², dos quais 2,7 km² cobertos por terra e 0,0 km² cobertos por água. Lomax localiza-se a aproximadamente 168 m acima do nível do mar.

## Localidades na vizinhança
O diagrama seguinte representa as localidades num raio de 16 km ao redor de Lomax.